# (8400) Tomizo
(8400) Tomizo est un astéroïde de la ceinture principale.

## Description
(8400) Tomizo est un astéroïde de la ceinture principale. Il fut découvert le 4 janvier 1994 à Ōizumi par Takao Kobayashi. Il présente une orbite caractérisée par un demi-grand axe de 2,60 UA, une excentricité de 0,19 et une inclinaison de 13,8° par rapport à l'écliptique.

## Compléments